# Кларион (Айова)
Кларион (англ. Clarion) — город в США, административный центр округа Райт штата Айова. Население — 2810 человек (2020).

## География
Кларион расположен по координатам 42°43′56″ с. ш. 93°43′46″ з. д. (42.732213, -93.729359). По данным Бюро переписи населения США в 2010 году город имел площадь 8,44 км², вся площадь — суша.

## Демография
| Год переписи | Нас. |  | %±     |
| ------------ | ---- |  | ------ |
| 1870         | 37   |  | —      |
| 1880         | 147  |  | 297,3% |
| 1890         | 744  |  | 406,1% |
| 1900         | 1475 |  | 98,3%  |
| 1910         | 2065 |  | 40%    |
| 1920         | 2826 |  | 36,9%  |
| 1930         | 2578 |  | −8,8%  |
| 1940         | 2971 |  | 15,2%  |
| 1950         | 3150 |  | 6%     |
| 1960         | 3232 |  | 2,6%   |
| 1970         | 2972 |  | −8%    |
| 1980         | 3060 |  | 3%     |
| 1990         | 2703 |  | −11,7% |
| 2000         | 2968 |  | 9,8%   |
| 2010         | 2850 |  | −4%    |
| 2020         | 2810 |  | −1,4%  |

Согласно переписи 2010 года, в городе проживало 2850 человек в 1185 домохозяйствах в составе 752 семей. Плотность населения составляла 338 человек/км². Было 1346 квартир (160/км²).
Расовый состав населения:
| - 91,9 % — белых - 0,5 % — чёрных или афроамериканцев - 0,5 % — азиатов - 0,3 % — коренных американцев - 0,1 % — выходцев из тихоокеанских островов - 5,0 % — лиц других рас |

К двум или более расам принадлежало 1,8 %. Доля испаноязычных составила 15,9 % всего населения.
По возрастному диапазону население распределялось следующим образом: 24,8 % — лица младше 18 лет, 54,5 % — лица в возрасте 18-64 лет, 20,7 % — лица в возрасте 65 лет и старше. Медиана возраста жителя составила 41,3 года. На 100 человек женского пола в городе приходилось 95,3 мужчины; на 100 женщин в возрасте от 18 лет и старше — 96,0 мужчин также старше 18 лет.
Средний доход на одно домашнее хозяйство составил 60 090 долларов США (медиана — 37 583), а средний доход на одну семью — 72 446 долларов (медиана — 51 298). Медиана доходов составила 41 167 долларов для мужчин и 29 714 долларов для женщин. За чертой бедности находилось 18,2 % лиц, в том числе 24,6 % детей в возрасте до 18 лет и 20,8 % лиц в возрасте 65 лет и старше.
Гражданское трудоустроенное население составляло 1160 человек. Основные области занятости: образование, здравоохранение и социальная помощь — 30,4 %, производство — 15,6 %, розничная торговля — 13,1 %.